# Tom Chilton
Pour l’article homonyme, voir Chilton.
Thomas James "Tom" Chilton (né le 15 mars 1985 à Reigate) est un pilote automobile anglais. il a participé au championnat BTCC et dispute depuis 2012 le WTCC. Son père est vice-président de la compagnie d'assurance Aon plc et il est le frère ainé de Max Chilton, pilote de Formule 1 chez Marussia.

## Biographie

### Jeunesse
Il a fréquenté le Shiplake College. Passionné de sport automobile depuis son plus jeune âge. Il a participé au championnat BRSCC T-Cars en 1999 et en 2000 et il a remporté en 2001 le BRSCC Saloon Car Winter Championship.

### BTCC (2002-2011)

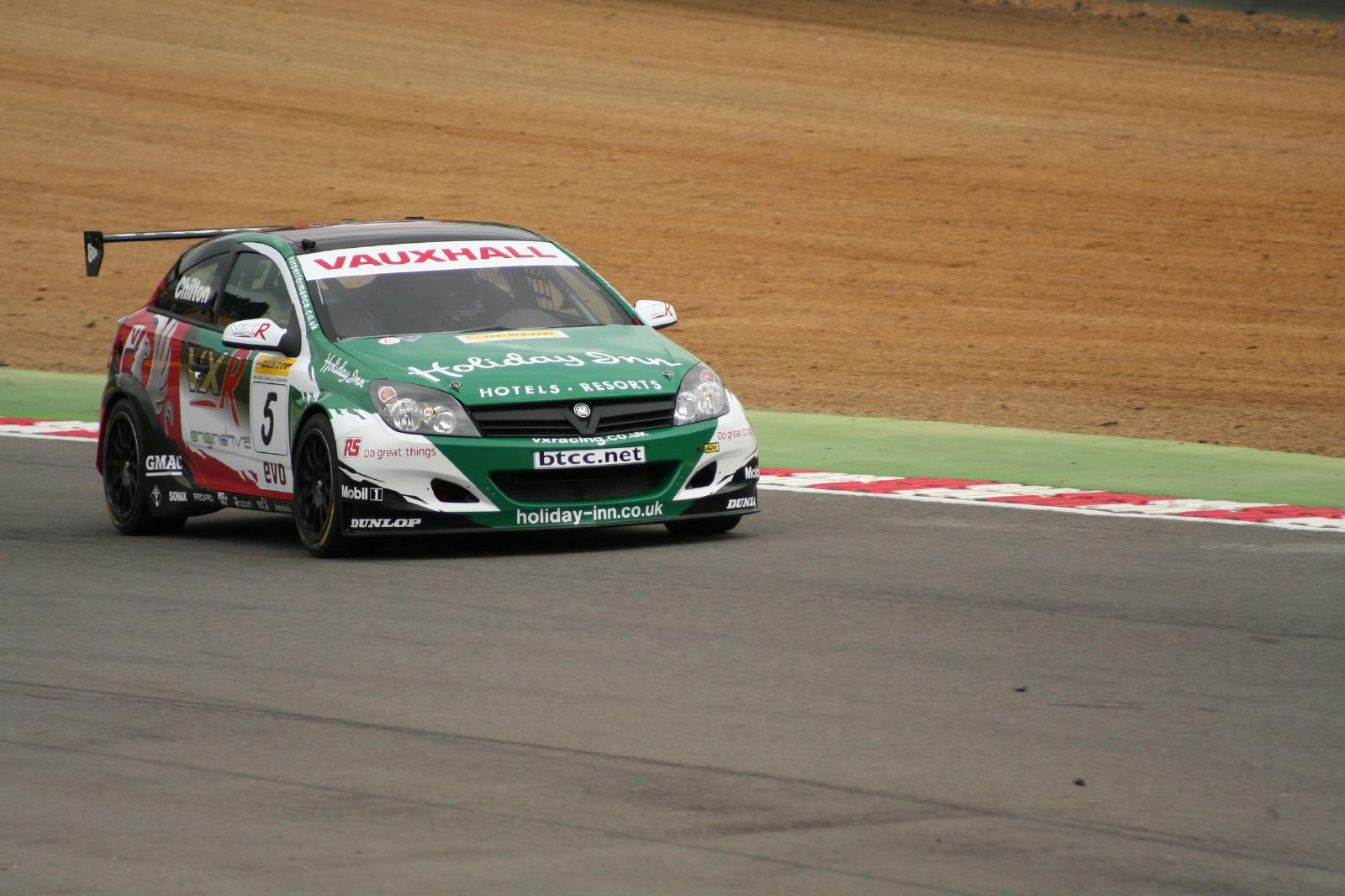
Chilton pilotant pour VX Racing à Brands Hatch en 2006.

Après son titre en 2001, il obtient un volant au sein de l'équipe Barwell Motorsport où il pilote une Vauxhall Astra Coupé. Il prouve qu'il est très rapide et se classe quinzième et cinquième pilote privé pour sa première saison.
En 2003, il change d'équipe en allant chez Arena Motorsport. Au volant de la Honda Civic Type R, il finit neuvième du championnat. En 2004, son équipe est soutenue officiellement par Honda et il parvient à décrocher sa première victoire en BTCC lors de la neuvième manche à Silverstone, devenant le plus jeune vainqueur d'une manche de BTCC. Il gagne de nouveau en fin de saison à Donington et se classe une nouvelle fois neuvième.
En 2005, il signe avec MG en DTM mais à la suite des difficultés financières du constructeur ce programme est abandonné. Il participe donc au BTCC chez Arena Motorsport à partir du deuxième week-end de la saison et se classe cinquième du championnat. En parallèle, il participe à l'ALMS et au LMS avec Zytek au côté du japonais Hayanari Shimoda, gagnant les 1 000 kilomètres du Nürburgring en LMS et la manche de Laguna Seca en ALMS.

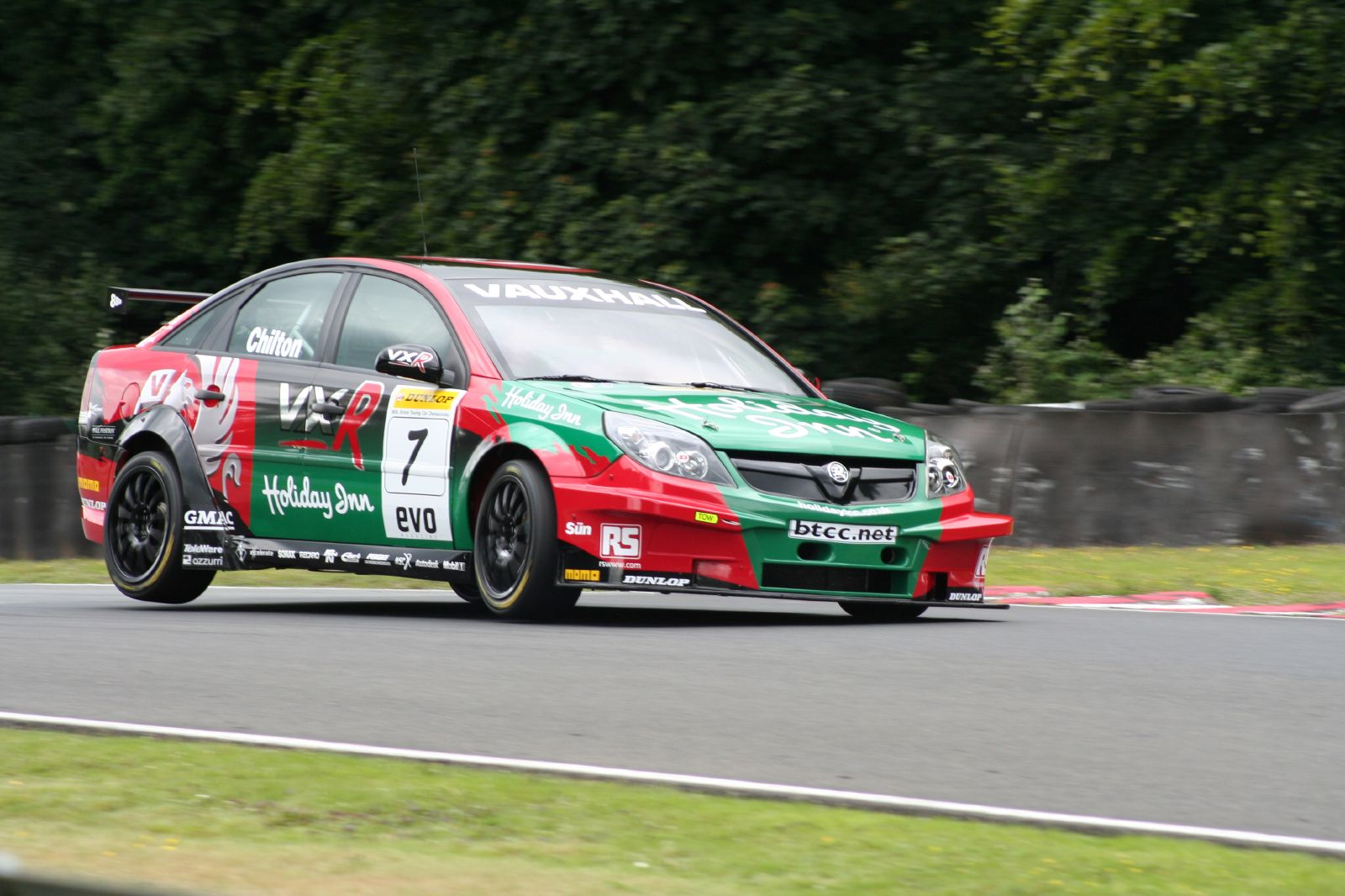
Chilton à Oulton Park en 2007.

En 2006, il signe chez VX Racing où il pilote à nouveau une Vauxhall Astra Coupé. C'est une mauvaise saison pour les pilotes Vauxhall et il finit la saison septième sans avoir gagné la moindre course. Il décide néanmoins de rester en 2007 et il finit neuvième.

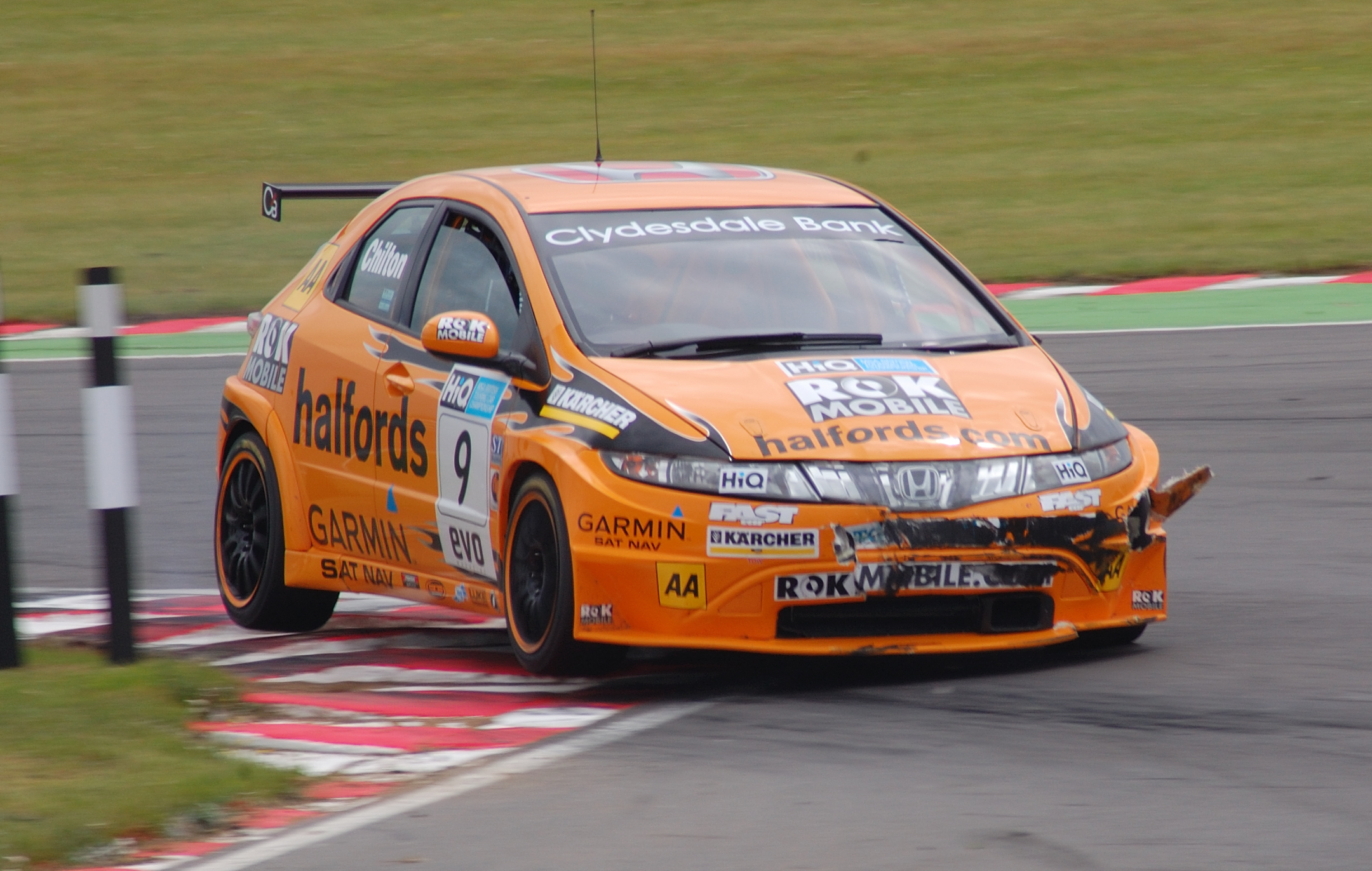
Chilton négociant la chicane de Snetterton en 2008.

En 2008, il part chez Team Dynamics et gagne la dernière course du championnat à Brands Hatch et finit dixième du championnat.
En 2009, il retourne chez Arena Motorsport pour piloter une Ford Focus ST mais il passa plus de temps à développer la voiture qu'à améliorer ses performances et se classa treizième du classement général.
Il est resté avec l'équipe pour 2010. La nouvelle voiture au GPL était plus compétitive, en prenant quatre des cinq premiers pôles, mais s'acharna contre lui alors que son coéquipier Tom Onslow-Cole a eu de meilleurs résultats que lui. Tous les deux étaient sur le podium à la deuxième course à Snetterton. À Silverstone, l'équipe a dominé la course et on a laissé Chilton prendre deux victoires d'avance sur son coéquipier Tom Onslow-Cole. Onslow-Cole le devance au classement général mais Chilton gagne le Trophée des Indépendants avec deux points d'avance sur Steven Kane.
Pour 2011, l'équipe a développé une nouvelle voiture basée sur la nouvelle génération de Ford Focus et s'est adapté à la réglementation des Super 2000. Les premiers résultats furent mauvais au départ que la voiture a été développée mais Chilton a pris la voiture en pole position à Knockhill, et gagna la première course. Il a également remporté la dernière course de la saison à Silverstone. Il a terminé la 7e année dans le championnat des pilotes avec 197 points.

### World Touring Car Championship
Chilton a fait ses débuts en WTCC en 2012 en restant chez Arena Motorsport et en pilotant encore la Ford Focus S2000 TC aux côtés de James Nash. Bien qu'il soit nouveau dans le championnat, il a été écarté du Trophée Yokohama en raison à son expérience dans le BTCC. Dès la première course au Maroc, il a marqué les premiers points pour Ford pour leur retour WTCC en finissant à la septième place. Il a marqué un autre point dans la deuxième course en Slovaquie. Chilton a écopé d'une pénalité de cinq places pour une collision lors des qualifications en Autriche où il a provoqué un contact avec Franz Engstler. Un changement de moteur pour les deux Ford à la course du Japon l'a envoyé à l'arrière de la grille pour la première manche. Dans la dernière course à Macao, il perd le contrôle dans une flaque d'huile laissée sur la piste par Alex MacDowall et se trouve contraint à l'abandon. Il finit vingt-deuxième au classement des pilotes, deux places derrière son coéquipier Nash. Après la saison, Arena Motorsport suspend le programme WTCC après avoir perdu le soutien technique de Ford, laissant Chilton sans équipe pour 2013.
Il s'installe chez RML pour la saison 2013, au volant d'une Chevrolet Cruze 1.6 T aux côtés de l'ancien champion du monde Yvan Muller. Il termine deuxième derrière Muller pour l'ouverture de la saison en Italie et gagne sa première course en WTCC à Sonoma lors de la première course du week-end. Il finit cinquième du championnat.
En décembre 2013, ROAL annonce leur duo de pilotes et Tom Chilton y fait équipe avec Tom Coronel en 2014.

## Apparitions à la télévision
Il a été l'un des nombreux pilotes de course soupçonné d'être le Stig dans l'émission Top Gear.
Il est apparu dans cinq émissions de Top Gear. Dans la série 5, Épisode 5, il était l'un des pilotes de la Monospace Race. Il est ensuite de nouveau apparu dans le premier épisode de la série 6 comme l'un des pilotes du match de football de Toyota Aygo. Plus récemment, il est apparu dans la série 10 épisode 6 quand il a couru un camping-car Chevrolet avec d'autres pilotes de voitures de tourisme ainsi que Richard Hammond. Dans la série 12 épisode 5, il a couru (et puis roulé sur) un bus à impériale, et avait plus tôt dans l'épisode couru contre Jeremy Clarkson pendant qu'il essayait une BMW M3. Le 6 décembre 2009, il est apparu dans un nouvel épisode de Top Gear, la course contre d'autres pilotes de voitures de tourisme dans les véhicules de l'aéroport. Dans la série 20, épisode 2, il a couru un taxi contre Richard Hammond.
En 2009, il est apparu avec Anthony Reid dans une vidéo de musique pour le chanteur-compositeur-interprète Andy J Gallagher.

## Palmarès
Résultats en BTCC
| Année | Écurie   | Départs | Victoires | Points | Classement |
| ----- | -------- | ------- | --------- | ------ | ---------- |
| 2002  | Vauxhall | 20      | 0         | 15     | 15e        |
| 2003  | Honda    | 20      | 0         | 70     | 9e         |
| 2004  | Honda    | 30      | 2         | 116    | 9e         |
| 2005  | Honda    | 27      | 4         | 175    | 5e         |
| 2006  | Vauxhall | 30      | 0         | 139    | 7e         |
| 2007  | Vauxhall | 30      | 0         | 130    | 9e         |
| 2008  | Vauxhall | 30      | 1         | 107    | 10e        |
| 2009  | Ford     | 30      | 0         | 55     | 13e        |
| 2010  | Ford     | 30      | 1         | 191    | 5e         |
| 2011  | Ford     | 30      | 1         | 135    | 7e         |

Résultats en WTCC
| Année | Écurie    | Départs | Victoires | Podiums | Points | Classement |
| ----- | --------- | ------- | --------- | ------- | ------ | ---------- |
| 2012  | Ford      | 24      | 0         | 0       | 7      | 22e        |
| 2013  | Chevrolet | 24      | 2         | 4       | 213    | 5e         |